# 鉤銃

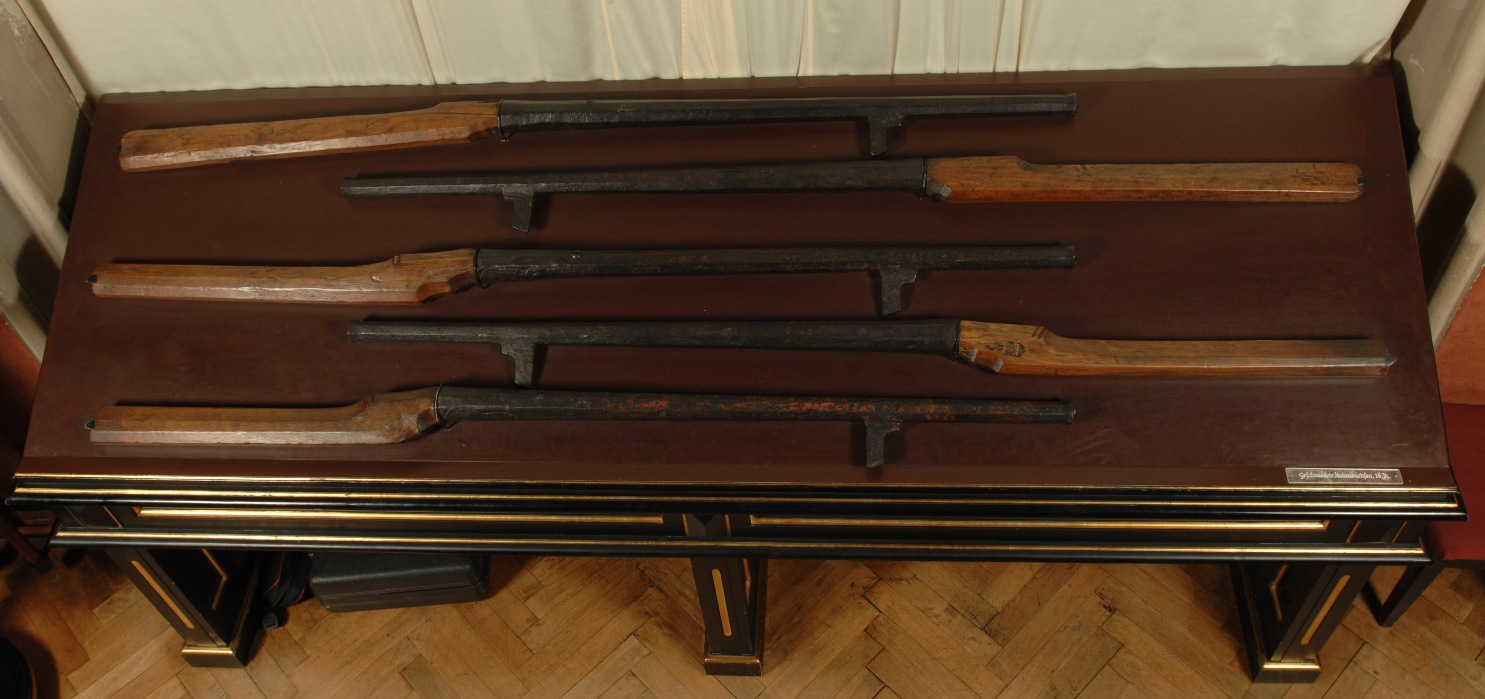
早期的鉤銃，擁有鉤爪。

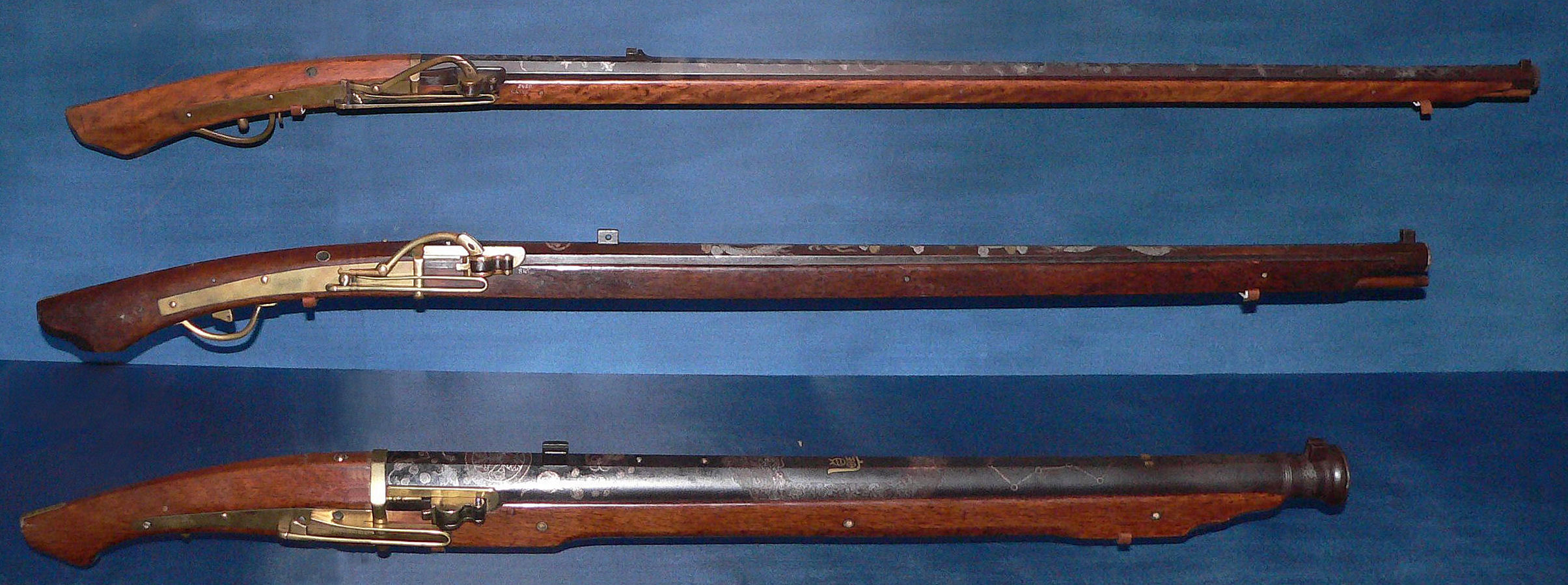
後期的鉤銃，屬於鳥銃的一種。

鉤銃（Hakenbüchse、Arquebus、Harquebus）原先是一種前端有鉤爪用以勾住城牆減低後座力，並以外部高溫體直接點火擊發的前裝滑膛手銃，此銃因有鉤爪（Haken）得名。後來演變成一種有火繩銃機與簧輪銃機來擊發的手持銃器，後期的鉤銃與其大型版（Musket）即是鳥銃。